# Gustaf Siösteen
Bengt Gustaf Jonsson (J:son) Siösteeen, född 20 september 1874 i Östersund, död 17 februari 1947 i Råda socken, Askims härad, var en svensk tidningsman.
Gustaf Siösteen var son till läroverksadjunkten Nils Mauritz Jonson och Selma Fredrika Siösteen. Efter mogenhetsexamen i Östersund 1894 var Siösteen medarbetare i Jämtlandsposten 1894–1895 och i Nyaste Kristianstadsbladet 1895–1897. 1897–1934 var han anställd vid Göteborgs Handels- och Sjöfartstidning. Han var dess korrespondent i London 1899–1903 (samtidigt representant för Sydsvenska Dagbladet och några norska och finska tidningar) och i Berlin 1903–1918 (1908–1910 även representant för Svenska Dagbladet). 1919–1923 var han chef för Göteborgs Handels- och Sjöfartstidnings stockholmsredaktion och 1923–1934 på nytt tidningens Londonkorrespondent. Vid sidan av sitt journalistiska arbete studerade Siösteen vid London School of Economics and Political Science 1900–1903 och vid Berlins universitet 1904–1906. Siösten var en av de första svenska utrikeskorrespondenterna av modern typ. Han utgav också en rad böcker, den första, en lärobok i esperanto 1893, redan som gymnasist. Siöstens tysklandsreportage under första världskriget väckte stor uppmärksamhet, särskilt då han efter att ha kommit hem till Sverige i Göteborgs Handels- och Sjöfartstidning september 1918 framhöll Tysklands inre svaghet och sannolikheten för ett tyskt sammanbrott. Han reportage utgavs i bokform under titeln Censurfria tysklandsskildringar samma år. Även hans minnen från den svenska aktivismen under första världskriget, publicerade i Göteborgs Handels- och Sjöfartstidning 7 och 11 maj 1936, väckte stort intresse.